# Соболєв Леонід Давидович
Леонід Давидович Соболєв (* ?) — український футбольний функціонер, підприємець, меценат. Президент футбольного клубу «Полтава». Засновник ТОВ «Сучасний дім», що працює у будівельній сфері. У 2007 році «Сучасний дім» отримав звання «Меценат спортивного року» на Полтавщині.